# Ernst Augustin
Ernst Augustin (* 31. Oktober 1927 in Hirschberg im Riesengebirge; † 3. November 2019 in München) war ein deutscher Schriftsteller.

## Leben
Ernst Augustin verbrachte seine Jugend in Schweidnitz und Schwerin, wo er die Oberschule besuchte und nach eigener Aussage Mitglied der Hitlerjugend wurde. Nach Ende des Zweiten Weltkriegs legte Augustin 1947 die Reifeprüfung ab. Sein ursprünglicher Berufswunsch Architekt scheiterte am Widerspruch der Eltern. Stattdessen studierte Augustin von 1947 bis 1950 Medizin an der Universität Rostock; danach wechselte er an die Humboldt-Universität zu Berlin. Hier wurde Augustin im Jahr 1952 mit der Dissertation zum Thema Das elementare Zeichnen bei den Schizophrenen promoviert. Er arbeitete von 1953 bis 1955 als Unfallchirurg in Wismar und von 1955 bis 1958 als Assistenzarzt für Neurologie und Psychiatrie an der Charité im damaligen Ost-Berlin.
1958 floh er aus der DDR in die Bundesrepublik. Von 1958 bis 1961 leitete Augustin ein von einer amerikanischen Baufirma finanziertes Krankenhaus in Afghanistan. Es lag 80 km von Kandahar entfernt. Augustin bereiste Pakistan, Indien, die Türkei und die Sowjetunion. Nach seiner Rückkehr nach Deutschland war er Stationsarzt an der Münchner Universitäts-Nervenklinik. Diesen Posten gab er 1962 auf; er arbeitete aber noch bis 1985 als psychiatrischer Gutachter. 1966 war Augustin von Hans Werner Richter für eine Lesung zum Treffen der Gruppe 47 nach Princeton eingeladen, wo zugleich Peter Handke seine Kritik an der Gruppe 47 formulierte.
Ernst Augustin lebte in München – bis zu ihrem Tode zusammen mit seiner Ehefrau, der Malerin und Buchillustratorin Inge Augustin, mit der er seit 1953 verheiratet war. Im Jahr 2009 passierte bei einer Hirnoperation wegen eines gutartigen Tumors ein Kunstfehler: Der Operateur durchtrennte den Sehnerv – seitdem war Ernst Augustin nahezu erblindet.

## Position
Augustins schriftstellerische Impulse entstammen der Lektüre von Franz Kafka um 1950. Ferner nannte er in diesem Zusammenhang den Roman Joseph und seine Brüder von Thomas Mann. Auch sieht er sein Werk durch Jean Paul beeinflusst. Augustin gilt als ein Vertreter der phantastischen Literatur in der Nachfolge der Surrealisten. Vorherrschendes Thema seiner Romane sind Erscheinungsformen einer Persönlichkeitsspaltung.

## Mitgliedschaften
- Bayerische Akademie der Schönen Künste
- Deutsche Akademie für Sprache und Dichtung

## Auszeichnungen
- 1962: Hermann-Hesse-Preis
- 1989: Kleist-Preis
- 1996: Tukan-Preis
- 1999: Literaturpreis der Landeshauptstadt München
- 2008: Ernst-Hoferichter-Preis
- 2009: Mörike-Preis der Stadt Fellbach
- 2013: Von Autoren für Autoren

## Werke
- Der Kopf. Roman. Piper, München 1962.
  - Neuausgabe: Der Kopf. Roman. Mit einem Nachwort von Lutz Hagestedt. Beck, München 2016.
- Das Badehaus. Roman. Piper, München 1963.
- Mamma. Roman in drei Teilen. Suhrkamp, Frankfurt am Main 1970.
  - Geänderte Neuausgabe: Schönes Abendland. Beck, München 2007.
- Raumlicht: Der Fall Evelyne B. Roman. Suhrkamp, Frankfurt am Main 1976.
- Eastend. Roman. Suhrkamp, Frankfurt am Main 1982.
- Der amerikanische Traum. Roman. Suhrkamp, Frankfurt am Main 1989.
- Mahmud der Schlächter oder Der feine Weg. Suhrkamp, Frankfurt am Main 1992.
  - Neuausgabe: Mahmud der Bastard. Beck, München 2003.
- Gutes Geld. Roman in drei Anleitungen. Suhrkamp, Frankfurt am Main 1996.
- Die sieben Sachen des Sikh. Ein Lesebuch – hrsg. v. Lutz Hagestedt. Suhrkamp, Frankfurt am Main 1997.
- Die Schule der Nackten. Roman. Beck, München 2003.
- Der Künzler am Werk. Eine Menagerie. Beck, München 2004.
- Badehaus Zwei. Roman. Beck, München 2006.
- Ernst Augustin liest ‚Goldene Zeiten‘. Audio-CD. Beck, München 2007.
- Robinsons blaues Haus. Autobiographischer Abenteuerroman. Beck, München 2012.
- Das Monster von Neuhausen. Ein Protokoll. Beck, München 2015.